# Aleksander Deptuła
Aleksander Deptuła – polski lekarz, specjalista mikrobiologii lekarskiej, doktor habilitowany nauk medycznych, profesor UMK.
Pełni obowiązki kierownika Katedra Propedeutyki Medycyny i Profilaktyki Zakażeń na Wydziale Farmaceutycznym w Collegium Medicum w Bydgoszczy, jest kierownikiem Sekcji Antybiotykoterapii i Kontroli Zakażeń Szpitalnych w Szpitalu Uniwersyteckim nr 1 im. Antoniego Jurasza w Bydgoszczy.

## Życiorys
Aleksander Deptuła jest absolwentem Akademii Medycznej w Bydgoszczy. W 2007 uzyskał stopień doktora, a w 2018 habilitację. Od 2010 jest zaangażowany w prace Narodowego Programu Ochrony Antybiotyków.